# Jeffery Xiong
Jeffery Xiong (Plano, 30 ottobre 2000) è uno scacchista statunitense, Grande maestro.
Nato in Texas da genitori cinesi, cominciò a giocare a scacchi a 5 anni. Diviene Maestro Fide nel 2010, Maestro Internazionale nel 2014 e Grande Maestro nel 2015.Nella lista FIDE di agosto 2019 ha superato i 2700 punti Elo, la soglia che informalmente definisce i "SuperGM".
Ha raggiunto il record personale nel rating FIDE nel novembre 2019, con 2712 punti Elo, 5º statunitense e 36º al mondo.

## Alcuni risultati
- 2010:  vince il campionato del mondo U10 di Halkidiki in Grecia.
- 2012:  secondo nel campionato del mondo U12 di Maribor, dietro al connazionale Samuel Sevian.
- 2014:  ottiene il titolo di Maestro Internazionale a 14 anni.
- 2015:  in maggio vince l'open di Chicago davanti a 24 GM, ottenendo la terza norma di Grande Maestro; in luglio vince il torneo a inviti per GM di Saint Louis; in settembre, nell'86º Congresso FIDE di Abu Dhabi, viene ufficializzato il titolo di GM.[4]
- 2016:  in aprile partecipa al Campionato statunitense assoluto, dove vince una partita contro il super-GM Gata Kamsky.[5] In agosto vince il Campionato del mondo juniores di scacchi di Bhubaneswar in India. In dicembre a Dallas vince il torneo Dallas Absolute con 4 su 5.[6]
- 2017:  in maggio a Dallas vince il 5º Dallas Chess Club Fide Open con 4,5 su 5.[7]
- 2018:  in settembre vince a Irving l'84th Annual Southwest Open con 6,5 su 9.[8] e a Richardson il 9º DCC Fide Open con 4 su 5.[9]
- 2019:  in marzo vince a Saint Louis il Torneo Spring Chess Classic con 6 punti su 9[10] In luglio giunge 2º nel World Open con 7,5 punti su 9, sconfitto nella partita Armageddon di spareggio da Lê Quang Liêm.[11] Tra agosto e settembre è 2º nel 85th Southwest Open di Dallas con 6,5 su 9.[12] In novembre vince a Saint Louis il Winter Chess Classic con 5,5 su 9.[13]
- 2020:  secondo nel Campionato statunitense juniores, giocato online a causa delle restrizioni imposte dalla Pandemia di COVID-19 del 2019-2021, dopo sconfitta nella partita Armageddon contro John M. Burke.[14]